# Potamilla symbiotica
Potamilla symbiotica är en ringmaskart som beskrevs av Uschakov 1950. Potamilla symbiotica ingår i släktet Potamilla och familjen Sabellidae. Inga underarter finns listade i Catalogue of Life.